# Skeleton

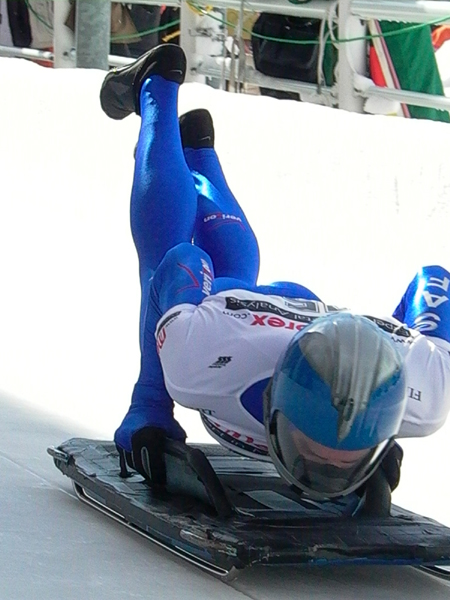
Skeletonista Brady Canfield, 2003

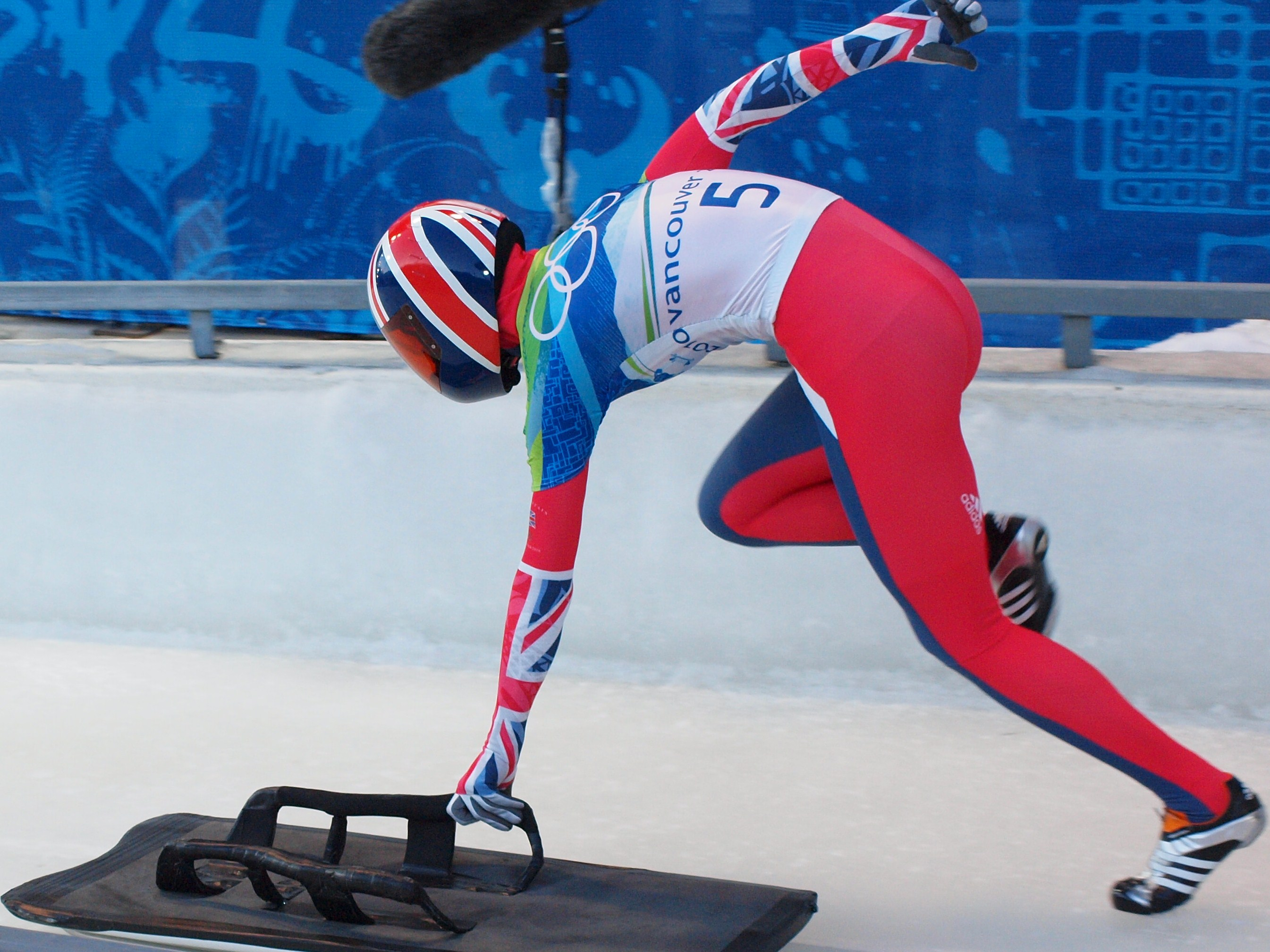
Amy Williams podczas startu,
IO w Vancouver 2010

Skeleton – jednoosobowe, ciężkie (max. 50 kg) sanie sportowe o nisko położonym środku ciężkości. Umożliwiają osiąganie dużych (do ok. 130 km/h) prędkości podczas zjazdu po torze lodowym. Istnieje również sport o tej samej nazwie.

## Historia
Skeleton wywodzi się od cresty – konkurencji saneczkarskiej, która polegała na zjeździe na sankach z niewielkiego wzniesienia. Była popularna zwłaszcza w Szwajcarii. Podczas Zimowych Igrzysk Olimpijskich w 1928 cresta po raz pierwszy została rozegrana jako konkurencja olimpijska. Jako że wtedy igrzyska odbywały się w Sankt Moritz, a inne kraje nie chciały rozgrywać typowo szwajcarskiej konkurencji, pojawiła się z powrotem podczas kolejnej olimpiady w Sankt Moritz, która odbyła się w 1948. W latach 50. i 60. XX w. z cresty wyewoluował skeleton. Przez kilkadziesiąt lat był uprawiany tylko w Szwajcarii. Dopiero w 1988 Międzynarodowa Federacja Bobsleja i Toboganu (FIBT) postanowiła zorganizować Puchar Świata. W inauguracyjnym sezonie 1986/1987 pierwszym zdobywcą Pucharu Świata został reprezentant Austrii, Andi Schmid. Od 1996 skeleton uprawiają również kobiety. W 2002 skeleton został włączony do programu olimpijskiego.
Do rozgrywania zawodów skeletonowych wykorzystywano tory bobslejowo–saneczkowe. Rozwijana na nich szybkość dochodziła do 120 km/h. W Polsce dyscyplinę tę uprawiano w latach 50. i 60. XX w. głównie w Karpaczu. Później ze względu na brak odpowiednio przygotowanych torów, a przede wszystkim sprzętu zapewniającego bezpieczeństwo jazdy, zaprzestano organizować zawody.

## Zasady rozgrywania zawodów
W zawodach Pucharu Świata, Pucharu Europy i Pucharu Ameryki rozgrywane są 2 ślizgi:
- W pierwszym ślizgu startują wszyscy zgłoszeni zawodnicy. Numery są losowane według grup, które są ustalane na podstawie klasyfikacji (rankingu) pucharu tzn. gr. 1 (miejsca 1-10), gr. 2 (miejsca 11-20) itd.
- W drugim ślizgu startuje 20 najlepszych zawodników z pierwszego ślizgu w kolejności odwrotnej do zajmowanych miejsc tzn. 20, 19, 18 itd.

Inne zasady obowiązują podczas Mistrzostw Świata oraz Igrzysk Olimpijskich, rozgrywane są bowiem 4 ślizgi:
- W pierwszym ślizgu zawodnicy startują według wylosowanych numerów, które są przydzielane tak samo jak w zawodach Pucharu Świata
- W drugim ślizgu 20 zawodników startuje w kolejności odwrotnej do miejsc zajętych w pierwszym ślizgu
- W trzecim ślizgu zawodnicy startują według numerów startowych w odwrotnej kolejności, według przydziału do grup, tzn. najpierw startują numery 10-1, potem 20-11 itd.
- Do ostatniego, czwartego ślizgu przechodzi tylko 15 zawodników, którzy startują tak samo jak w ślizgu drugim, w kolejności odwrotnej do miejsc zajmowanych po 3 ślizgach

## Puchar Świata
Zawodnicy, którzy zdobyli Puchar Świata w skeletonie co najmniej 2 razy:
- Martins Dukurs  Łotwa siedmiokrotny zdobywca Pucharu Świata w sezonach: 2009/2010, 2010/2011, 2011/2012, 2012/2013, 2013/2014, 2014/2015, 2015/2016, 2016/2017
- Christian Auer  Austria pięciokrotny zdobywca Pucharu Świata w sezonach: 1989/1990, 1990/1991, 1991/1992, 1993/1994, 1994/1995
- Andi Schmid  Austria dwukrotny zdobywca Pucharu Świata w sezonach: 1986/1987, 1987/1988
- Andy Böhme  Niemcy dwukrotny zdobywca Pucharu Świata w sezonach: 1998/1999, 1999/2000
- Jeff Pain  Kanada dwukrotny zdobywca Pucharu Świata w sezonach: 2004/2005, 2005/2006
- Kristan Bromley  Wielka Brytania dwukrotny zdobywca Pucharu Świata w sezonach: 2003/2004, 2007/2008

Zawodniczki, które zdobyły Puchar Świata w skeletonie co najmniej 2 razy:
- Steffi Hanzlik  Niemcy dwukrotna zdobywczyni Pucharu Świata w sezonach: 1996/1997, 1998/1999
- Alex Coomber  Wielka Brytania dwukrotna zdobywczyni Pucharu Świata w sezonach: 2000/2001, 2001/2002
- Katie Uhlaender  Stany Zjednoczone dwukrotna zdobywczyni Pucharu Świata w sezonach: 2006/2007, 2007/2008
- Mellisa Hollingsworth  Kanada dwukrotna zdobywczyni Pucharu Świata w sezonach: 2005/2006, 2009/2010

## Wyniki na Igrzyskach Olimpijskich

### Soczi 2014

#### Kobiety
|    | Imię i nazwisko   | Kraj              |
| -- | ----------------- | ----------------- |
| 1. | Elizabeth Yarnold | Wielka Brytania   |
| 2. | Noelle Pikus-Pace | Stany Zjednoczone |
| 3. | Jelena Nikitina   | Rosja             |

#### Mężczyźni
|    | Imię i nazwisko      | Kraj              |
| -- | -------------------- | ----------------- |
| 1. | Aleksandr Trietjakow | Rosja             |
| 2. | Martins Dukurs       | Łotwa             |
| 3. | Matthew Antoine      | Stany Zjednoczone |

### Vancouver 2010

#### Kobiety
|    | Imię i nazwisko    | Kraj            |
| -- | ------------------ | --------------- |
| 1. | Amy Williams       | Wielka Brytania |
| 2. | Kerstin Szymkowiak | Niemcy          |
| 3. | Anja Huber         | Niemcy          |

#### Mężczyźni
|    | Imię i nazwisko      | Kraj   |
| -- | -------------------- | ------ |
| 1. | Jon Montgomery       | Kanada |
| 2. | Martins Dukurs       | Łotwa  |
| 3. | Aleksandr Trietjakow | Rosja  |

### Turyn 2006

#### Kobiety
|     | Imię i nazwisko                | Kraj            |
| --- | ------------------------------ | --------------- |
| 1.  | Maya Pedersen                  | Szwajcaria      |
| 2.  | Shelley Rudman                 | Wielka Brytania |
| 3.  | Mellisa Hollingsworth-Richards | Kanada          |
| 15. | Monika Wołowiec                | Polska          |

#### Mężczyźni
|    | Imię i nazwisko | Kraj       |
| -- | --------------- | ---------- |
| 1. | Duff Gibson     | Kanada     |
| 2. | Jeff Pain       | Kanada     |
| 3. | Gregor Staehli  | Szwajcaria |

### Salt Lake City 2002

#### Kobiety
|    | Imię i nazwisko | Kraj              |
| -- | --------------- | ----------------- |
| 1. | Tristan Gale    | Stany Zjednoczone |
| 2. | Lea Ann Parsley | Stany Zjednoczone |
| 3. | Alex Coomber    | Wielka Brytania   |

#### Mężczyźni
|    | Imię i nazwisko | Kraj              |
| -- | --------------- | ----------------- |
| 1. | Jim Shea        | Stany Zjednoczone |
| 2. | Martin Rettl    | Austria           |
| 3. | Gregor Staehli  | Szwajcaria        |

## Polacy w skeletonie
16 lutego 2006 na Igrzyskach Olimpijskich w Turynie zadebiutowała Monika Wołowiec. Zajęła 15 (ostatnie) miejsce. Była polską debiutantką w tej konkurencji na IO.